# Филипп II де Монфор
Филипп II де Монфор (фр. Philippe II de Montfort-Castres; род. ок. 1222, умер в Тунисе 25 сентября 1270) — сеньор Ферте-Але, Бретанкура и Кастра с 1239, граф Скуиллаче с 1268 года.
Сын Филиппа I де Монфора и Элеоноры де Куртене.
В 1239 году отец объявил его совершеннолетним и передал ему свои владения во Франции, а сам отправился в Святую землю.
Филипп II де Монфор в 1258 г. основал в Кастре монастырь Святого Винцента. В 1266—1268 участвовал в завоевании Сицилии Карлом Анжуйским, за что получил графство Скуиллаче в Калабрии, конфискованное у Федериго Ланча (Federigo Lancia).
В 1270 г. сопровождал короля Людовика Святого в Восьмом крестовом походе и умер в Тунисе в результате болезни.
Жена — Жанна де Леви-Мирпуа (ум. 1284), дочь Ги I де Леви, сеньора де Мирпуа . Дети:
- Жанна де Монфор (ум. 1300), 1-й муж Гиг VI д’Альбон, граф Форе (ум. 1278), 2-й муж Людовик I Савойский, барон Во
- Жан де Монфор (ум. 1300), граф Скуиллаче, сеньор Кастра
- Лора де Монфор, жена Бернара VII, графа Комменжа
- Элеонора де Монфор (ум. ок. 1338), дама Кастра, жена Жана V, графа Вандома.